# Neuburger Hof
Der Neuburger Hof in Langenfeld bildet die südlichste Ortslage des Stadtteils Reusrath an der Stadtgrenze zu Leverkusen-Opladen. Mit ihm wird der archäologische Fundort auf dem Rosendahlsberg verknüpft, auf dem ein Gräberfeld aus dem 1. nachchristlichen Jahrhundert entdeckt wurde.

## Lage
Der Neuburger Hof liegt im äußersten Südzipfel Reusraths und damit auch im südlichsten Bereich der Stadt Langenfeld (Rheinland). Angefahren wird er von der Bundesstraße 8 aus über die Raoul-Wallenberg-Straße, die nach rechts abzweigende Solinger Straße sowie den Hauweg. Aus Richtung Mehlbruch, Schnepprath oder Hecke ist der Hof nur über Feldwege zu erreichen.

## Geschichte
Der Hof selbst entstand erst in den 1920er Jahren, die Geschichte seiner Siedlungsfläche jedoch reicht bis in die Altsteinzeit vor etwa 35.000 Jahren zurück. Bei den Gleisbauarbeiten im Jahre 1845 für die Köln-Mindener Eisenbahn-Gesellschaft wurde eine Kiesgrube zur Kiesgewinnung für den Gleisbau ausgehoben. Dabei entdeckten Arbeiter die ersten Gräber, wie sich später herausstellte, des größten Gräberfeldes zwischen Rhein und Weser. Das Gebiet umfasst etwa zwei Hektar und breitet sich in Richtung auf Mehlbruch und Schnepprath hin aus. Die meisten Funde wurden nordöstlich des Neuburger Hofes, etwa 400–500 m nordöstlich Trigonometrischer Punkt 54,1 sowie rund 400 m südwestlich dieses Punktes gemacht.

## Fundorte
Das Gelände ist heute weitgehend archäologisch erschlossen, denn Friedrich Springensguth, der für das Römisch-Germanische Museum Köln bzw. das Rheinische Landesmuseum Bonn 1911 und 1912 dort 245 Brandgräber barg, beschäftigte sich auch nach seiner Pensionierung mit der Erforschung des Rosendahlsbergs. So fand er später auch im weiteren Umkreis, etwa der Rheindorfer Hardt, 26 weitere Gräber, auch auf Mehlbruch und Schnepprath zu Grabbeigaben aus Eisen, Silber, Bronze, Glas, Horn, Pferde-Knochen und Münzen, die die Verbrennung überstanden hatten. Während Springensguth jedoch keinen germanischen Siedlungsplatz, sondern nur die dazugehörende Abfallgrube auf dem Rosendahlsberg entdeckte, fand er einen jungsteinzeitlichen Siedlungsplatz in der Nähe des heutigen Pescher Hofs. Auch eine Wallanlage in der Nähe des Gräberfeldes wartet noch auf ihre Erforschung. Insoweit sind die Forschungen auf und rund um den Rosendahlsberg noch nicht abgeschlossen.

## Funde und Bedeutung
Zu den Funden im Einzelnen (ohne Anspruch auf Vollständigkeit), die von der Fachwelt teilweise für „überwältigend“ beurteilt wurden: Aus der Steinzeit etwa fanden sich allein über 500 Feuersteingeräte und Absplisse, aus der Bronzezeit ein Ring, aus der römischen Kaiserzeit das Bruchstück einer Kanne, ebenso Reste einer Bronzeglocke. Springensguth entdeckte zudem von flachen Schalen überdeckte Urnen aus dem 8. Jahrhundert vor Christus, Schnurkeramiken, Scherben von Tontöpfen aus germanischer, römischer und karolingischer Zeit sowie aus der Eisenzeit, zudem auch glasierte Tonscherben des frühen Mittelalters. Insgesamt, so lassen es die Lese- und Grabfunde zu, reichte die Besiedlungsdauer des Rosendahlsbergs durchgehend von der Steinzeit bis in das 4. Jahrhundert n. Chr., damit 200–300 Jahre länger als in anderen Teilen des Rheinlandes, wo die Völkerwanderung bereits ab dem 1. Jahrhundert n. Chr. einsetzte. In jener Zeit zogen viele Germanen, hier die Sugambrer, aus den Gebieten rechts des Rheins in das römische Reich jenseits des Flusses ab. Die letzten geborgenen Schätze der Vor- und Frühzeit vom Rosendahlsberg datieren in das Ende der römischen Kaiserzeit um 360 nach Christus.

## Der Mauspfad
Der Mauspfad ist der vermutlich älteste Handelsweg im Rheinland. Er verlief auch über den Rosendahlsberg am Neuburger Hof. Seine Wegführung und seine Existenz sind durch Gräberfunde seit der Eisenzeit nachgewiesen. So rekonstruierte man den Verlauf des Wegs aus dem Siegburger Land kommend über die Wahner Heide nach Leverkusen-Opladen.
In Langenfeld durchquerte der Mauspfad zunächst die Flächen des heutigen Neuburger Hofs und Schneppraths, ging dann an Köttingen und Kämpe vorbei nach Hausingen. Von dort aus führte der Weg über die heutige Opladener Straße durch die Ortslagen Hagelkreuz und Galkhausen. Über den Hucklenbruch verlief die Route weiter durch die Talstraße, und über den Ganspohl sowie die Richrather Straße nach Richrath, wo sich kurz vor der Stadtgrenze nach Hilden ein Zollhaus befand. Gräberfelder fanden sich bislang am Rosendahlsberg sowie am Hagelkreuz. Ein drittes Gräberfeld aus germanischer Zeit soll sich zudem im Bereich des Galgens am Zollhaus befunden haben.
Über Hilden, Erkrath, Düsseldorf, Duisburg verlief der Mauspfad schließlich nach Essen, wo er den Hellweg erreichte. Im Hochmittelalter diente der Weg auch der Hanse (als so genannte Hansestraße) von Köln nach Dortmund, Soest, Bremen, Hamburg und Lübeck.